# Magnitud absoluta
La magnitud absoluta, de símbol M, és una mesura de la brillantor intrínseca d'un astre, correspon a la magnitud aparent que tindria si estigués situat a una distància de 10 parsecs de la Terra, equivalent aproximadament a 32,6 anys llum. El Sol té una magnitud aparent o visual de -26,8 mentre que la seva magnitud absoluta és de +4,74.
La magnitud aparent depèn de la distància i, per tant, no ens pot aportar informació vàlida sobre la brillantor real dels astres, d'aquí la necessitat d'un concepte com la magnitud absoluta que permeti comparar-los i classificar-los. La magnitud absoluta es pot calcular a partir de la mesura de la magnitud visual o a partir de la paral·laxi.
Com més lluminós és un objecte, menor és el valor numèric de la seva magnitud absoluta. Una diferència de 5 magnituds entre les magnituds absolutes de dos objectes correspon a una relació de 100 en les seves lluminositats, i una diferència de n magnituds en magnitud absoluta correspon a una relació de lluminositat de 100n/5. Per exemple, una estrella de magnitud absoluta MV = 3.0 seria 100 vegades més lluminosa que una estrella de magnitud absoluta MV = 8.0 mesura en la banda del filtre V. El Sol té magnitud absoluta MV = +4.83. Els objectes molt lluminosos poden tenir magnituds absolutes negatives: per exemple, la galàxia Via Làctia té una magnitud B del sistema fotomètric UBV absolut d'aproximadament −20,8.
La magnitud bolomètrica absoluta d'un objecte (Mbol) representa la seva lluminositat total sobre totes les longituds d'ona, en lloc d'en una sola banda de filtre, com s'expressa en una escala de magnitud logarítmica. Per a convertir una magnitud absoluta en una banda de filtre específica a una magnitud bolométrica absoluta, s'aplica una correcció bolométrica (BC).
Per als cossos del Sistema Solar que brillen amb llum reflectida, s'usa una definició diferent de magnitud absoluta (H), basada en una distància de referència estàndard d'una unitat astronòmica.

## Història
El concepte de magnitud amb la idea de classificar els estels segons la seva brillantor ja s'utilitzava a l'astronomia de l'antiguitat clàssica, el primer a utilitza-ho fou Hiparc de Nicea al segle ii aC, establint sis classes d'estels. A l'Almagest, tractat escrit en el segle ii per Claudi Ptolemeu d'Alexandria, s'hi troba el primer catàleg d'estels, en conté 1022, classificats en constel·lacions, amb les seves coordenades respecte a l'eclíptica i la seva brillantor en una escala de sis magnituds.
La definició de la magnitud absoluta com a unitat de mesura de la brillantor d'un astre va ser acceptada per la Unió Astronòmica Internacional l'any 1922. Els conceptes de magnitud absoluta i magnitud absoluta encara s'utilitzen avui dia malgrat les dificultats per a relacionar les escales de magnituds amb les mesures fotomètriques en unitats del Sistema Internacional d'Unitats.

## Càlcul de la magnitud absoluta a partir de la magnitud visual
La magnitud absoluta s'acostuma a calcular a partir de la magnitud aparent o visual mesurada amb un sistema fotomètric, un dels més utilitzats és el sistema UVB. Un cop hom disposa de la magnitud visual (m), podem utilitzar una equació que la relaciona amb la magnitud absoluta (M) i amb la distància (r) de l'astre respecte a la Terra.
{\displaystyle {\begin{aligned}m-M&=5\,\cdot \log _{10}\left({\frac {r}{10\,\mathrm {pc} }}\right)\end{aligned}}}

## Magnitud bolomètrica
La magnitud bolomètrica Mbol, té en compte la radiació electromagnètica en totes les longituds d'ona. Inclou aquells no observats a causa de la banda de pas instrumental, l'absorció atmosfèrica de la Terra i l'extinció per la pols interestel·lar. Es defineix en funció de la lluminositat de les estrelles. En el cas de les estrelles amb poques observacions, s'ha de calcular assumint una temperatura efectiva.
Clàssicament, la diferència en la magnitud bolomètrica està relacionada amb la relació de lluminositat segons:
{\displaystyle M_{\mathrm {bol,\star } }-M_{\mathrm {bol,\odot } }=-2,5\log _{10}\left({\frac {L_{\star }}{L_{\odot }}}\right)}
Què fa per inversió:
{\displaystyle {\frac {L_{\star }}{L_{\odot }}}=10^{0,4\left(M_{\mathrm {bol,\odot } }-M_{\mathrm {bol,\star } }\right)}}
onː
L⊙ és la lluminositat del Sol (lluminositat bolomètrica)
L★ és la lluminositat de l'estrella (lluminositat bolomètrica)
Mbol,⊙ és la magnitud bolomètrica del Sol
Mbol,★ és la magnitud bolomètrica de l'estrella.

A l'agost de 2015, la Unió Astronòmica Internacional va aprovar la Resolució B2 que defineix els punts zero de les escales absolutes i aparents de magnitud bolométrica en unitats SI per a potència (watts) i irradiància (W/m²), respectivament. Encara que les magnituds bolométricas havien estat utilitzades pels astrònoms durant moltes dècades, hi havia diferències sistemàtiques en les escales de magnitud absoluta-lluminositat presentades en diverses referències astronòmiques, i cap normalització internacional. Això va conduir a diferències sistemàtiques en les escales de correccions bolométricas, que quan es combinen amb magnituds bolométricas absolutes assumides incorrectament per al Sol podrien conduir a errors sistemàtics en lluminositats estel·lars estimades (i les propietats estel·lars calculades que depenen de la lluminositat estel·lar, com ara radis, edats i així en).
La resolució B2 defineix una escala absoluta de magnitud bolométrica en la qual Mbol = 0 corresponde a la lluminositat L0 = 3,0128 × 1028 W amb la lluminositat de punt zero L0 ajustada de manera que el Sol (amb lluminositat nominal 3,828 × 1026 W) correspon a la magnitud bolomètrica absoluta Mbol,⊙ = 4,74. Col·locant una font de radiació (per exemple estrella) a la distància estàndard de 10 parsecs, es dedueix que el punt zero de l'escala de magnitud bolométrica aparent Mbol = 0 correspon a la irradiació f0 = 2,518021002 × 10-8 W/m². Utilitzant l'escala UAI 2015, la irradiància solar total nominal ("constant solar") mesura en 1 unitat astronòmica (1.361 W/m2) correspon a una magnitud bolomètrica aparent del mbol,⊙ = −26,832 .
Seguint la Resolució B2, la relació entre la magnitud bolométrica absoluta d'una estrella i la seva lluminositat ja no està directament lligada a la lluminositat (variable) del Sol:
{\displaystyle M_{\mathrm {bol} }=-2,5\log _{10}{\frac {L_{\star }}{L_{0}}}=-2,5\log _{10}L_{\star }+71,197425...}
dondeː
L★ és la lluminositat de l'estrella (lluminositat bolomètrica) a watts
L0 és la lluminositat de punt zero 3,0128 × 1028 W
Mbol és la magnitud bolomètrica de l'estrella
La nova escala de magnitud absoluta de la UAI desconnecta permanentment l'escala de la variable Sol. No obstant això, en aquesta escala de potència SI, la lluminositat solar nominal correspon estretament a Mbol = 4,74, un valor que va ser adoptat comunament pels astrònoms abans de la resolució de la UAI del 2015.
La lluminositat de l'estrella en watts es pot calcular en funció de la magnitud bolomètrica absoluta. Mbol com:
{\displaystyle L_{\star }=L_{0}10^{-0,4M_{\mathrm {Bol} }}}
utilitzant les variables definides anteriorment.

## Estrelles i galàxies
En astronomia estel·lar i galàctica, la distància estàndard és de 10 parsecs (uns 32,616 anys llum, 308,57 petametres o 308,57 trilions de quilòmetres). Una estrella a 10 parsecs té una paral·laxi de 0,1″ (100 mil·liarcsegons). Les galàxies (i altres objectes estesos) són molt més grans que 10 parsecs, la seva llum s'irradia sobre una porció estesa del cel i la seva lluentor general no pot observar-se directament des de distàncies relativament curtes, però s'utilitza la mateixa convenció. La magnitud d'una galàxia es defineix mesurant tota la llum que irradia l'objecte complet, tractant aquesta lluentor integrada com la lluentor d'una única font puntual o estel·lar, i calculant la magnitud d'aquesta font puntual tal com apareixeria si s'observés a la distància estàndard de 10 pársecs. En conseqüència, la magnitud absoluta de qualsevol objecte "és igual" a la magnitud aparent que "tindria" si estigués a 10 parsecs de distància.
Algunes estrelles visibles a simple vista tenen una magnitud absoluta tan baixa que semblarien prou brillants per a eclipsar als planetes i projectar ombres si estiguessin a 10 parsecs de la Terra. Alguns exemples són Rigel (-7,0), Deneb (-7,2), Naos (-6,0) i Betelgeuse (-5,6). A tall de comparació, Sírius té una magnitud absoluta de només 1,4, que continua sent més brillant que el Sol, la magnitud visual absoluta del qual és de 4,83. La magnitud absoluta bolomètrica del Sol es fixa arbitràriament, normalment en 4,75.
Les magnituds absolutes de les estrelles solen oscil·lar entre -10 i +20 aproximadament. Les magnituds absolutes de les galàxies poden ser molt més baixes (més brillants). Per exemple, la  galàxia el·líptica gegant M87 té una magnitud absoluta de -22 (és a dir, tan brillant com unes 60.000 estrelles de magnitud -10). Alguns nuclis galàctics actius (quàsars com CTA-102) poden aconseguir magnituds absolutes superiors a -32, la qual cosa els converteix en els objectes persistents més lluminosos de l'univers observable, encara que aquests objectes poden variar de lluentor en escales de temps astronòmicament curtes. En l'extrem, la resplendor òptica de l'explosió de raigs gamma GRB 080319B va aconseguir, segons un article, una magnitud r absoluta superior a -38 durant unes desenes de segons.

### Magnitud aparent
L'astrònom grec Hiparc va establir una escala numèrica per a descriure la lluentor de cada estrella que apareixia en el cel. A les estrelles més brillants del cel se'ls va assignar una magnitud aparent m = 1, i a les estrelles més tènues visibles a simple vista se'ls assigna m = 6. La diferència entre elles correspon a un factor de 100 en lluentor. Per als objectes situats en el veïnatge immediat del Sol, la magnitud absoluta M i la magnitud aparent m des de qualsevol distància d (en parsec, amb 1 pc = 3,2616 anys llum) estan relacionades per
{\displaystyle 100^{\frac {m-M}{5}}={\frac {F_{10}}{F}}=\left({\frac {d}{10\;\mathrm {pc} }}\right)^{2},}
on F és el flux radiant mesurat a la distància d (en parsecs), F10 el flux radiant mesurat a la distància 10 pc. Utilitzant el logaritme comú, l'equació pot escriure's com
{\displaystyle M=m-5\log _{10}(d_{\text{pc}})+5=m-5\left(\log _{10}d_{\text{pc}}-1\right),}
on se suposa que l'extinció per gas i pols és menyspreable. Les taxes d'extinció típiques dins de la Via Làctia galàxia són d'1 a 2 magnituds per kiloparsec, quan es tenen en compte les nebuloses fosques.
Per a objectes a distàncies molt grans (fora de la Via Làctia) la distància de lluminositat dL (distància definida usant mesures de lluminositat) ha d'usar-se en lloc de d, perquè l'aproximació euclidiana no és vàlida per a objectes distants. En el seu lloc, ha de tenir-se en compte la relativitat general. A més, la Llei de Hubble-Lemaître complica la relació entre la magnitud absoluta i l'aparent, perquè la radiació observada es va desplaçar cap al rang vermell de l'espectre. Per a comparar les magnituds d'objectes molt llunyans amb les d'objectes locals, és possible que calgui aplicar una correcció K a les magnituds dels objectes llunyans.
La magnitud absoluta M també pot escriure's en termes de la magnitud aparent m i paral·laxi estel·lar p:
{\displaystyle M=m+5\left(\log _{10}p+1\right),}
o utilitzant la magnitud aparent m i el mòdul de distància μ:
{\displaystyle M=m-\mu .}

#### Exemples
Rigel té una magnitud visual mV de 0,12 i una distància d'uns 860 anys-llum:
{\displaystyle M_{\mathrm {V} }=0.12-5\left(\log _{10}{\frac {860}{3.2616}}-1\right)=-7.0.}
 Vega té una paral·laxi p de 0,129″, i una magnitud aparent mV de 0,03:
{\displaystyle M_{\mathrm {V} }=0.03+5\left(\log _{10}{0.129}+1\right)=+0.6.}
La Galàxia de l'Ull negre té una magnitud visual mV de 9,36 i un mòdul de distància μ de 31,06:
{\displaystyle M_{\mathrm {V} }=9.36-31.06=-21.7.}